# История Шри-Ланки

## Доисторический период
Древнейшие жители острова Шри-Ланка — предки веддов — относились к австрало-веддоидной расе.

## Железный век
Сингалы прибыли на остров около VI в. до н. э. из северной Индии. Считается, что их возглавлял Виджая. Первым сингальским царством стало Царство Тамбапанни.
В III в. до н. э. на остров проникает буддизм.

## Феодализм до проникновения тамилов

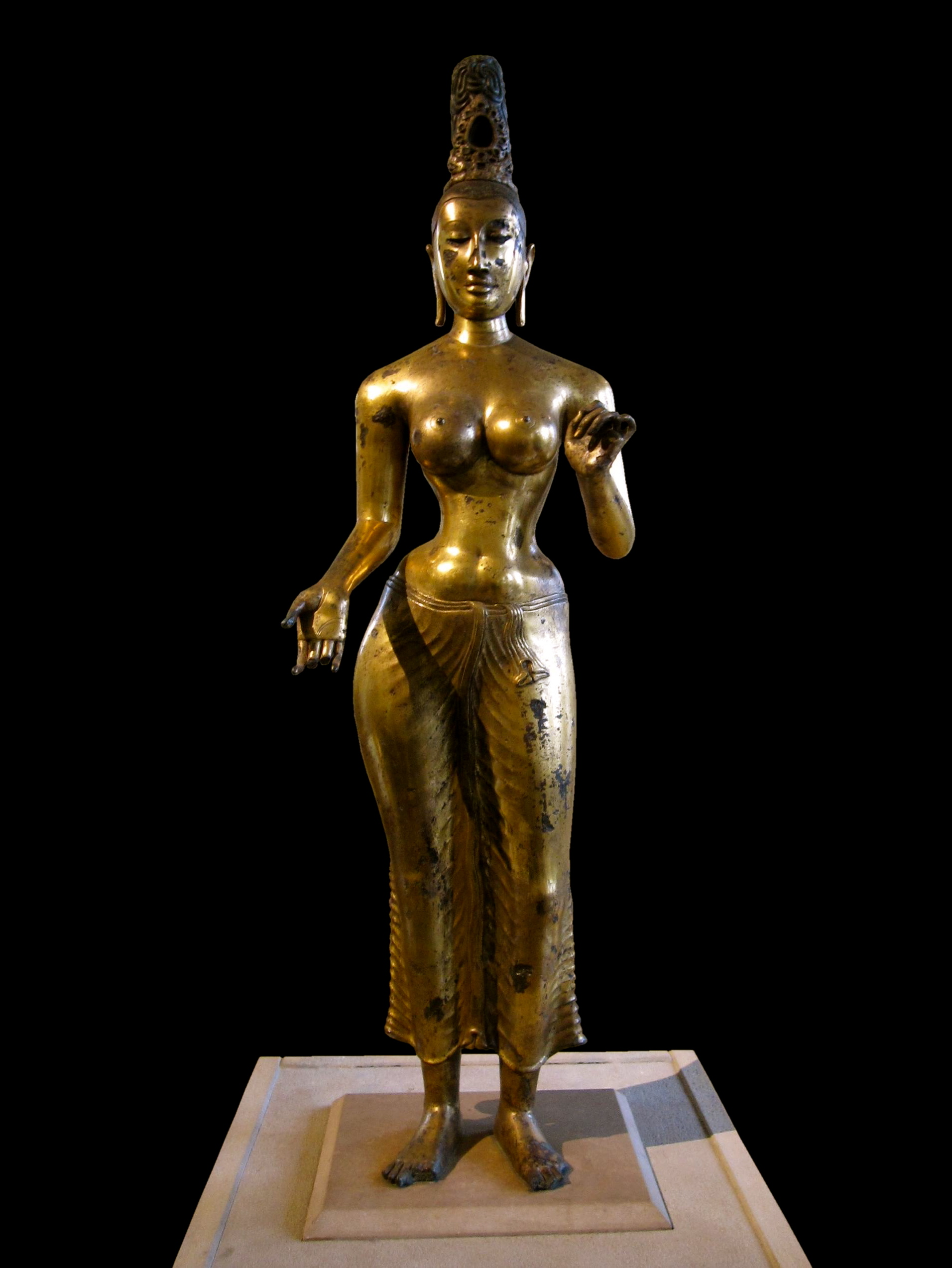
Позолоченная бронзовая статуя бодхисатвы Тары (Анурадхапура, VIII в.)

В III—XIII вв. н. э. на острове существовали крупные сингальские царства со столицами сначала в Анурадхапуре (Царство Анурадхапура), затем в Полоннаруве (Царство Полоннарува). К этому периоду относятся также фрески скалы Сигирия (Львиной скалы) в центральной части острова.
Тамилы проникали на остров постепенно, и к XIII в. уже сложилась крупная община на севере и востоке острова.

## Европейская колонизация
После падения полоннарувской династии сингальских монархов столица несколько раз переносилась. К моменту оккупации побережья острова португальцами в XVI веке она находилась в Котте.

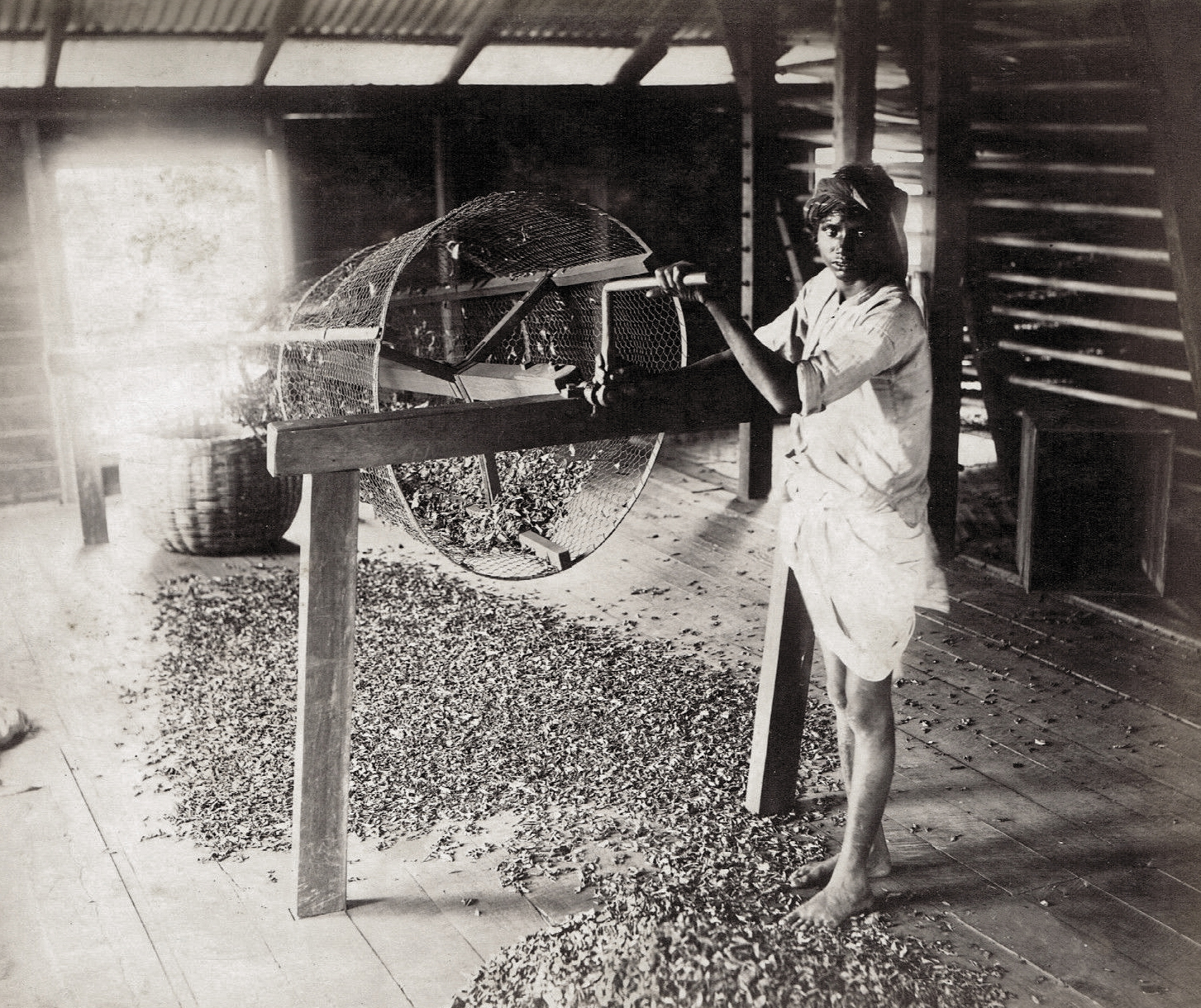
Сортировка чая на Цейлоне в 1880-е годы

В 1603 году на Цейлоне был убит начальник нидерландской экспедиции вице-адмирал Себальд де Веерт.
В XVII веке португальцев сменили голландцы. Однако и в период голландского господства внутренние районы сохраняли независимость. С 1795 года началась экспансия англичан, вытеснивших с Цейлона голландцев; в 1796 году голландские владения были полностью завоёваны англичанами. В 1802 году Британский Цейлон был объявлен колонией Британской империи. Последнее сингальское королевство со столицей в городе Канди было ликвидировано англичанами в 1815 году; вся территория острова стала колонией Британской империи.
Британцы занялись выращиванием на острове кофе, а затем чая и каучуконосов. Поскольку сингалы не хотели работать по найму на плантациях, то из Южной Индии ввозились кули-тамилы. Это меняло этнический состав населения. К концу XIX века чай и каучук стали главными статьями экспорта из колонии, развитие плантационной экономики способствовало развитию обслуживающих промышленности, транспорта, банков.
Распространение британской системы образования привело к формированию слоя местной интеллигенции, представителей которой британцы стали включать в законодательный совет и местные органы власти, чтобы возложить на них часть управленческих обязанностей. 
В 1919 году был создан Цейлонский национальный конгресс, который, однако, распался через несколько лет из-за разногласий между сингалами и тамилами.
В 1924 в колонии было образовано представительное правительство, а в 1931 все взрослое население получило право голоса и было введено частичное самоуправление.

### Вторая мировая война
5 апреля 1942 года авиация Японии совершила воздушный налет с авианосцев на Коломбо в Пасхальное воскресенье, через несколько дней Тринкомали также был атакован. 
В 1942 году Цейлонский национальный конгресс поставил своей целью добиться от колониальных властей обещания рассмотреть вопрос о предоставлении Цейлону самоуправления после окончания войны. В соответствии с достигнутыми договорённостями в 1944 году на Цейлоне начала работу Комиссия Соулбери для выработки основ будущего государственного устройства страны. В 1943 году на базе существовавших кружков по изучению марксизма была образована Коммунистическая партия Цейлона.

## Независимость и курс на социализм
В 1948 году был создан доминион Цейлон, страна фактически получила независимость. 
Первым премьер-министром независимого Цейлона стал Дон Стефен Сенанаяке, который сумел учесть интересы разных общин и слоев населения и сплотить их ведущих представителей, создав Объединенную национальную партию (ОНП). 
После смерти Сенанаяке в 1952, на должность премьера был назначен его сын Дадли Сенанаяке, который в 1953 году ушел в отставку, передав пост своему двоюродному брату Джону Котелавале. 
В 1951 году Соломон Бандаранаике, министр по делам местного самоуправления, вышел из состава правительства и организовал Партию свободы Шри-Ланки (ПСШЛ). На выборах 1956 года эта партия победила, и Бандаранаике было поручено создание коалиционного правительства. Оно провело ряд важных реформ: государственным языком вместо английского стал сингальский язык, военный союз с Великобританией был разорван, британские военно-морские и военно-воздушные базы на территории Цейлона были ликвидированы, страна объявила о своем нейтралитете.
Но придание сингальскому языку государственного статуса вызвало противодействие со стороны тамилов, которые начали борьбу за признание государственным тамильского языка. Это спровоцировало массовые беспорядки в 1958 году. 
В сентябре 1959 года Бандаранаике был убит буддийским монахом, после чего правительство возглавил бывший министр просвещения Виджаянанада Даханаяке. 
На выборах в 1960 году победила ПСШЛ, реорганизованная вдовой Соломона Бандаранаике Сиримаво Бандаранаике, которая заняла пост премьер-министра. Новое правительство продолжило реформы, начатые при Соломоне Бандаранаике. Была проведена национализация в сфере страхования и сбыта нефтепродуктов. Было также расширено использование сингальского языка в государственных учреждениях и судах. 
На выборах в 1965 году победила ОНП, и Дадли Сенанаяке вновь возглавил правительство. Впервые с 1956 в состав правительства вошли тамилы, тамильскому языку был придан официальный статус. Однако примирительная политика правительства в отношении тамилов использовалась для разжигания недовольства среди сингалов, подвергалось критике также предоставление льгот отечественному и иностранному капиталу. 
На выборах в 1970 году победил Объединенный левый фронт, который образовала ПСШЛ вместе с рядом социалистических партий, и пост премьер-министра вновь заняла Бандаранаике. Новое правительство усилило государственный контроль над торговлей и промышленностью. Однако попытки дефицит платежного баланса, увеличение внешней задолженности, необходимость финансировать дорогостоящую программу социального обеспечения и субсидировать продажу зерна населению вызвали экономические  трудности. В марте 1971 года Бандаранаике ввела в стране чрезвычайное положение,  после чего сингальские студенты и безработные выпускники высших учебных заведений попытались организовать мятежи во многих частях страны. 
В 1972 в стране началась земельная реформа, а в 1975 были национализированы чайные плантации, принадлежавшие иностранным компаниям. По новой конституции, принятой в мае 1972 года, Цейлон был переименован в Социалистическую Республику Шри-Ланка. Страна перестала быть доминионом, оставшись членом Содружества наций. Первым президентом стал бывший генерал-губернатор Цейлона Уильям Гопаллава.
Чрезвычайное положение сохранялось до 1977 года. Однако в 1976 году левая коалиция распалась и, лишившись поддержки большинства депутатов в парламенте, Бандаранаике была вынуждена назначить всеобщие выборы на июль 1977 года (на два года позже, чем предусматривалось конституцией).
Победу на выборах одержала ОНП. В феврале 1978 года президентом был избран лидер ОНП премьер-министр Джуниус Джаявардене, в том же году была принята новая конституция, по которой страна получила новое название — Демократическая Социалистическая Республика Шри-Ланка. 
В 1982 года президент Джаявардене был переизбран на новый срок, в результате референдума полномочия парламента были продлены до 1989 года.

## Гражданская война
В июле 1983 года в результате межнациональных столкновений было убито более 300 тамилов, еще более 100 тыс. тамилов стали беженцами, принадлежавшие им торговые заведения и промышленные предприятия были разрушены.
После этого тамильская организация «Тигры освобождения Тамил Илама» (ТОТИ) начала вооружённую борьбу за создание на северо-востоке острова, населённого преимущественно тамилами, независимого тамильского государства Тамил Илама. С тех пор жертвами сингало-тамильского межэтнического конфликта стало более 65 тыс. человек, сотни тысяч были вынуждены покинуть свои дома. В 1991 году тамильскими террористами был убит премьер-министр Индии Раджив Ганди (в качестве мести за направление на остров индийских войск в помощь ланкийским правительственным войскам в середине 1980-х годов), в 1993 году — президент Шри-Ланки Ранасингхе Премадаса.
Многочисленная тамильская диаспора оказывала активную помощь повстанцам. Начиная вооружённую борьбу, движение ТОТИ ставило целью завоевание полной независимости. Однако впоследствии его руководители согласились рассмотреть предложение о предоставлении северо-восточной части острова широкой автономии в рамках единого государства. В 2002 году при посредничестве Норвегии было подписано соглашение о временном прекращении огня. Однако после того, как осенью 2005 года президентом Шри-Ланки был избран сторонник жёсткой линии Махинда Раджапаксе, провозгласивший лозунг «Никаких переговоров с террористами», переговорный процесс зашёл в тупик.
В декабре 2004 года страна сильно пострадала от цунами, вызванного землетрясением у берегов Суматры. Погибло более 38 тыс. чел., 6 тыс. пропали без вести, сотни тысяч лишились крова. 

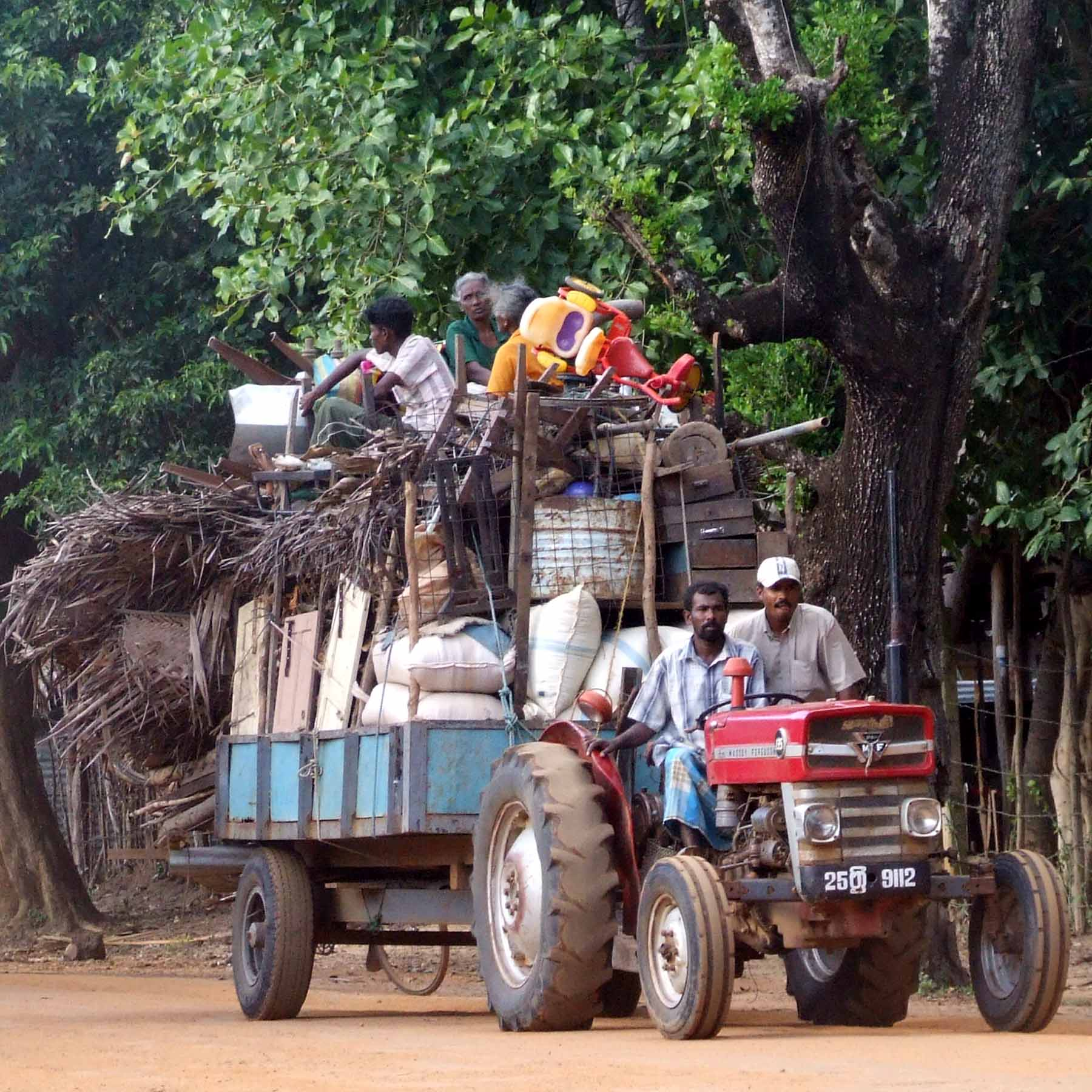
Тамильские беженцы, январь 2009 года

25 января 2009 года после ожесточенного сражения правительственные войска заняли последний опорный пункт ТОТИ, город  Муллайтиву. Группировка правительственных войск Шри-Ланки на севере страны, на полуострове Джафна окружила и ликвидировала основные силы тамильских сепаратистов. В мае 2009 года ещё продолжались отдельные боестолкновения с разрозненными отрядами сепаратистов, скрывающимися в сельве, но исход операции и войны ввиду подавляющего превосходства правительственных сил было уже не изменить. Войска установили уверенный контроль над последним очагом сопротивления, в ходе операции был убит бессменный лидер сепаратистов Велупиллай Прабахакаран. Официальный представитель «тамильских тигров» признал поражение и объявил о прекращении огня.

## События после окончания гражданской войны
9 февраля 2010 года президент Махинда Раджапакса издал указ о роспуске парламента и распорядился об аресте лидера оппозиции Саратха Фонсеку, взяв, таким образом, резкий курс на отход от демократии в сторону авторитаризма.
На президентских выборах в январе 2015 года победу одержал кандидат от оппозиции Майтрипала Сирисена. На парламентских выборах 2015 года Объединенный народный фронт за надлежащее управление (ОНФНУ), одержал победу над Объединенным народным альянсом свободы (ОНАС), однако парламентского большинства ОНФНУ добиться не смог. В итоге два соперничающих альянса заключили соглашение и сформировали правительство, которое возглавил Ранил Викремасингхе.
Весной 2018 года прошли местные выборы, на которых партия премьер-министра потерпела сокрушительное поражение, а победителем стала новая политическая сила, сформированная бывшим президентом Махиндой Раджапаксой.  После этого президент Сирисена и депутаты от его партии призвали к отставке Викремасинхе. Но уйти в отставку он не захотел, а собрать достаточно голосов для вотума недоверия в парламенте его противникам не удалось.
26 октября 2018 года президент Сирисена отправил Викремасингхе в отставку и назначил премьер-министром Махинду Раджапаксу. Это привело к конституционному кризису, так как сторонники отстраненного премьера увидели в действиях Сирисены нарушение конституции.  Викремасингхе отказался покидать свою резиденцию, его сторонники вышли на улицы и осадили ряд государственных учреждений, произошли беспорядки. 10 ноября 2018 года президент Сирисена распустил парламент и назначил внеочередные выборы на 5 января 2019 года. Недовольные президентом политические силы во главе с Викремасингхе обратились в Верховный суд страны с требованием признать его действия нарушающими действующее законодательство. Верховный суд постановил, что Раджапакса не имеет права исполнять функции премьер-министра. Кризис был разрешен только в декабре 2019 года, когда Махинда Раджапакса покинул пост премьер-министра. Правительство вновь возглавил Ранил Викрамасингхе.
В апреле 2019 года в Коломбо и других городах произошли восемь взрывов, жертвами этих терактов стали более 200 человек. После этого своем намерении участвовать в президентских выборах объявил Готабая Раджапакса, брат Махинду Раджапаксы, который заявил, что главная задача его будущего президентства — укрепление национальной безопасности. В ноябре 2019 года он был избран президентом.
В 2020 году пандемия COVID-19 нанесла удар по туристическому сектору, также сократились объемы денежных переводов от жителей Шри-Ланки, работающих за рубежом. Это привело к экономическому кризису, который серьезно обострился в конце 2021 года. К 2022 году в стране была острая нехватка продовольствия и предметов первой необходимости, топлива и газа, происходили отключения электроэнергии на срок до 13 часов из-за нехватки иностранной валюты для импорта топлива. В марте 2022 года начались уличные протесты. 1 апреля 2022 года произошли столкновения протестующих с полицией и военными возле резиденции президента Раджапаксы в пригороде столицы Коломбо. 2 апреля в стране было введено чрезвычайное положение. 9 июля 2022 года протестующие захватили резиденцию президента Шри-Ланки, Готабая Раджапакса бежал. Премьер-министр Ранил Викремесингхе заявил о готовности уйти с поста премьер-министра Шри-Ланки. Затем спикер парламента выступил с заявлением о том, что президент Раджапакса уйдёт в отставку 13 июля 2022 года. 15 июля 2022 года исполняющим обязанности президента стал Ранил Викрамасингхе, который ввёл в стране чрезвычайное положение. 20 июля 2022 Викремесингхе был избран парламентом на пост президента.